# Suga-T
Suga-T (справжнє ім'я Теніна Стівенс) — американська реп-виконавиця, учасниця нині розпущеного гурту The Click. 
Після талант-шоу в Ґремблінгському державному університеті родичі Теніни, брат E-40 й двоюрідний брат B-Legit, вирішили зайнятися музичною кар'єрою. Згодом гурт переїхав назад до Вальєхо, де вони об'єдналися з її братом D-Shot, щоб сформувати гурт MVP (Most Valuable Players). Пізніше до гурту увійшла Suga-T і колектив змінив назву на The Click.
Дебютну сольну платівку It's All Good було видано в 1993 р. на Sick Wid It Records. У 2000 р. лейбл Pushin' Hits випустив її третій студійний альбом Gettin' It.

## Дискографія

### Студійні альбоми
| Рік  | Назва                                                                                | Найвища позиція | Найвища позиція |
| Рік  | Назва                                                                                | США             | US R&B          |
| ---- | ------------------------------------------------------------------------------------ | --------------- | --------------- |
| 1993 | It's All Good - Випущений: 16 квітня 1993 - Лейбл: Sick Wid It                       | —               | 88              |
| 1996 | Paper Chasin' - Випущений: 30 січня 1996 - Лейбл: Sick Wid It/Jive                   | 193             | 28              |
| 2000 | Gettin' It - Випущений: 4 січня 2000 - Лейбл: Pushin' Hits                           | —               | —               |
| 2006 | Be About It: The New Me - Випущений: 25 квітня 2006 - Лейбл: True Life Entertainment | —               | —               |

### Мікстейпи
- 2010: The Return of Suga: The Best Is Yet to Come (також виданий як міні-альбом)